# Friedrich Imhoof (Unternehmer)

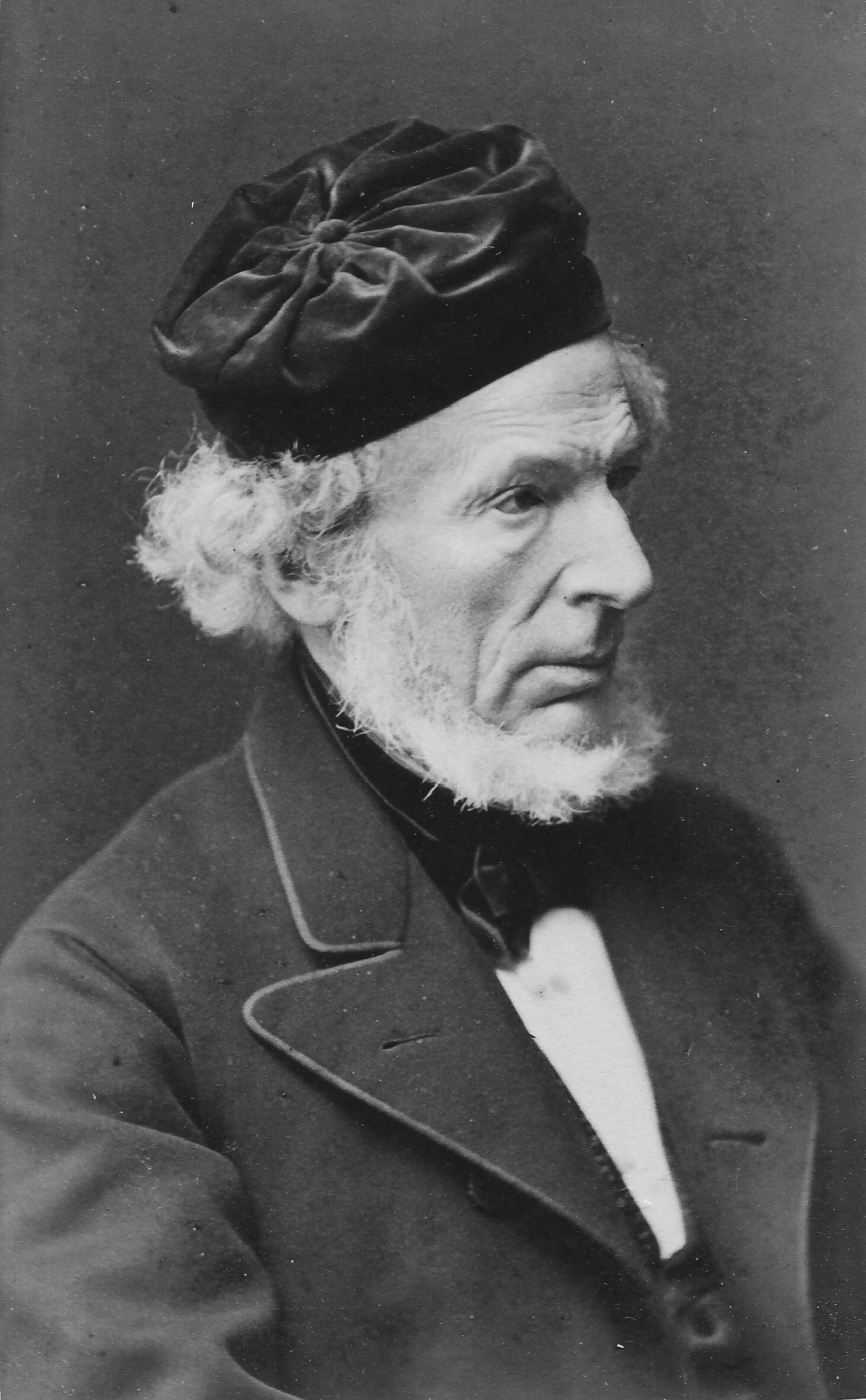
Friedrich Ludwig Imhoof-Hotze

Friedrich Ludwig Imhoof-Hotze (* 11. August 1807 in Winterthur; † 21. Dezember 1893 ebenda) war ein Schweizer Textil-Exporthändler.

## Familie
Friedrich Imhoof war ein Sohn des Winterthurer Tuch- und Spezereihändlers Friedrich Samuel Imhoof (1780–1840) und der Regula Imhoof (1772–1835). Seine Grosseltern väterlicherseits waren Abraham David (1749–1796), der ein Gürtler war und dem 32er-Rat und Chorgericht in Burgdorf angehörte, und Marianne Bertschinger. Seine Mutter Regula Sulzer-Fäsi war eine Witwe von Hans Heinrich Sulzer (1764–1805). Ihre Eltern waren der Zürcher Krämer und Hauptmann Hans Heinrich Fäsi (1735–1794) und Antoinette Lisette Voegeli.
Imhoof heiratete 1833 in Richterswil Sophie Louise Hotze (1813–1867). Sie war eine Tochter des Richterswiler Arztes Johann Heinrich Hotze (1779–1866) und der Anna Maria Blumer. Der Grossvater mütterlicherseits war Johannes Hotze, ein Grossonkel Friedrich von Hotze. Aus Imhoofs Ehe gingen vier Söhne und eine Tochter hervor.

## Leben und Wirken
Imhoof erhielt eine kaufmännische Ausbildung im väterlichen Unternehmen Imhoof, Hirzel & Co und reiste anschliessend über Triest und Livorno durch Italien. Danach arbeitete er in Konstantinopel im Handelshaus des Deutsch-Ungarn Hulka und stellte dort geschäftliche Kontakte her, die die Grundlage für seine späteren Textilgeschäfte schufen. 1832 ging er zurück nach Winterthur und war erneut im väterlichen Unternehmen tätig, das jetzt unter Imhoof & Forrer firmierte. Er erwarb in der Ostschweiz handgewebte Baumwolltücher und gab diese, den Vorstellungen einer türkischen Kundschaft entsprechend, zur Färbung nach Glarus und ins Toggenburg. Anschliessend verkaufte er die Waren in Konstantinopel und anderen Handelsmetropolen des östlichen Mittelmeerraums. Seine Exportgüter, insbesondere Yasmas (Schleier), bedruckte Mouchoirs, Batiken und vergleichbare Artikel, hatte er in Wien produzieren lassen. Er gehörte zu den ersten Schweizern, die derartige Produkte entwickelten, und erstellte dafür auch eigene Entwürfe.
Imhoof führte seine Zeugdruckerei, die sich im Kanton Glarus befand, zu wirtschaftlicher Blüte. Während der besten Jahre, die von ungefähr 1835 bis 1848 reichten, hielt er Anteile an der Glarner Firma Blumer & Tschudi und hatte Niederlassungen bzw. Vertretungen in London, Marseille, Mailand, Genua, Livorno, Venedig, Konstantinopel, Smyrna und Beirut. Danach litt das Geschäft in der Levante unter Nachahmern, sodass der Unternehmer ab 1853 in Ostindien, Singapur und Java tätig wurde. Er unterhielt eine grosse Buntweberei und in der Anfangszeit Fabriken im Toggenburg. 1852 erwarb er von der Regierung des Kantons Thurgau das Kloster Fischingen, in dem er eine Buntweberei betreiben wollte. Er trennte sich von dem Anwesen 1874 und erwarb Anteile an neu errichteten Webereien in Freienstein.
Im Alter von 39 erblindete Imhoof teilweise und sieben Jahre später komplett. Als Geschäftsführer mit einem aussergewöhnlich guten Gedächtnis diktierte er und liess sich vorlesen. Als er 1856 erkannte, dass sein Sohn Friedrich Imhoof-Blumer die Geschäfte nicht weiterführen würde und seine Betriebe den Zenit überschritten hatten, stellte er die Geschäftstätigkeiten bis 1876 ein.
Imhoof gehörte zu den engen Freunden Friedrich Wilhelm Hackländers und galt als wichtiger Winterthurer Kunstmäzen. Er spendete grosse Summen für Musiker und Maler, darunter Rudolf Koller und Adolf Stäbli, und für viele gemeinnützige Werke. Zu den von ihm finanzierten Bauwerken gehörte die Treppe des Winterthurer Stadthauses. Seinen Wohnsitz hatte er in der Villa Bühl, die heute eine Privatschule beherbergt.